# Seth-Peribsen
Seth-Peribsen (còn được gọi là Ash-Peribsen, Peribsen và Perabsen) là tên serekh của một vị vua Ai Cập thuộc vương triều thứ hai (khoảng từ năm 2890- năm 2686 trước Công nguyên).Vị trí của ông trong biên niên sử của triều đại này chưa được xác định rõ và vẫn đang diễn ra các cuộc tranh luận về việc vị vua nào đã cai trị trước hoặc sau ông. Thời gian trị vì của ông cũng chưa được xác định một cách chính xác.
Tên hoàng gia của ông là một chủ đề nhận được sự quan tâm lớn từ các các nhà Ai Cập học bởi vì nó có liên quan đến thần Seth hơn là thần Horus giống như truyền thống về tên gọi của một pharaon. Các cuộc tranh luận vẫn tiếp tục diễn ra về việc tại sao Peribsen đã chọn tên gọi này. Những giả thuyết ban đầu đã nghiêng về việc Ai Cập đã bị chia cắt làm hai vương quốc dưới triều đại của Peribsen hoặc ông là một kẻ dị giáo vì đã khởi sướng một tôn giáo độc thần mới với Seth là vị thần duy nhất được thờ phụng. Tuy nhiên, những bằng chứng sau này và các đánh giá mới có xu hướng chỉ ra rằng vương quốc Ai Cập đã thống nhất, và dưới triều đại thứ hai đã diễn ra một cuộc cải cách rộng lớn và toàn diện. Những vết dấu triện được tìm thấy trong các ngôi mộ thời kỳ này đã cho thấy một sự thay đổi lớn trong các tước hiệu của các vị quan cấp cao trong triều đình, và rằng điều này là một sự suy giảm quyền lực đối với họ. Một số vết dấu khác lại cho thấy rằng một số vị thần khác cũng được thờ cúng dưới thời Peribsen, điều này đã bác bỏ giả thuyết về thuyết độc thần, ngoài ra một số dòng chữ khắc khác cùng có cùng niên đại đã chỉ ra rằng ngữ pháp Ai Cập đã được hoàn thiện dưới thời vương triều ông. Vì vậy, vương triều Peribsen thực sự là thời kỳ tiến bộ về văn hóa và tôn giáo
Các quan điểm hiện tại phủ nhận về sự tồn tại của Peribsen đều dựa trên bản các danh sách vua thời Ramesses, chẳng hạn như bản Danh sách Vua Abydos, Danh sách Vua Saqqara và Danh sách Vua Torino, tất cả đều bỏ qua tên của Peribsen. Tuy nhiên, tất cả chúng chỉ đều được biên soạn gần 1500 năm sau khi ông qua đời  và nhờ vào việc khám phá ra một số ngôi mộ của các vị tư tế thuộc triều đại thứ tư, những người đã tiến hành các nghi lễ thờ cúng Peribsen sau khi ông qua đời, tên của Peribsen đã được xác thực một cách chính xác. Sự tồn tại của chúng chứng minh rằng Peribsen đã được xem như một vị pharaoh hợp pháp, không phải là bị xóa bỏ như Akhenaten sau này. Do vậy, các nhà sử học và Ai Cập học đã xem xét khả năng đó là tên của Peribsen thực sự đã bị lãng quên theo thời gian hoặc là tên của ông đã được ghi lại theo một cách sai lệch.
Lăng mộ của Peribsen đã được phát hiện vào năm 1898 tại Abydos. Nó vẫn trong tình trạng được bảo tồn tốt và cho thấy dấu vết của việc tu bổ được thực hiện dưới các triều đại sau này

## Bằng chứng khảo cổ

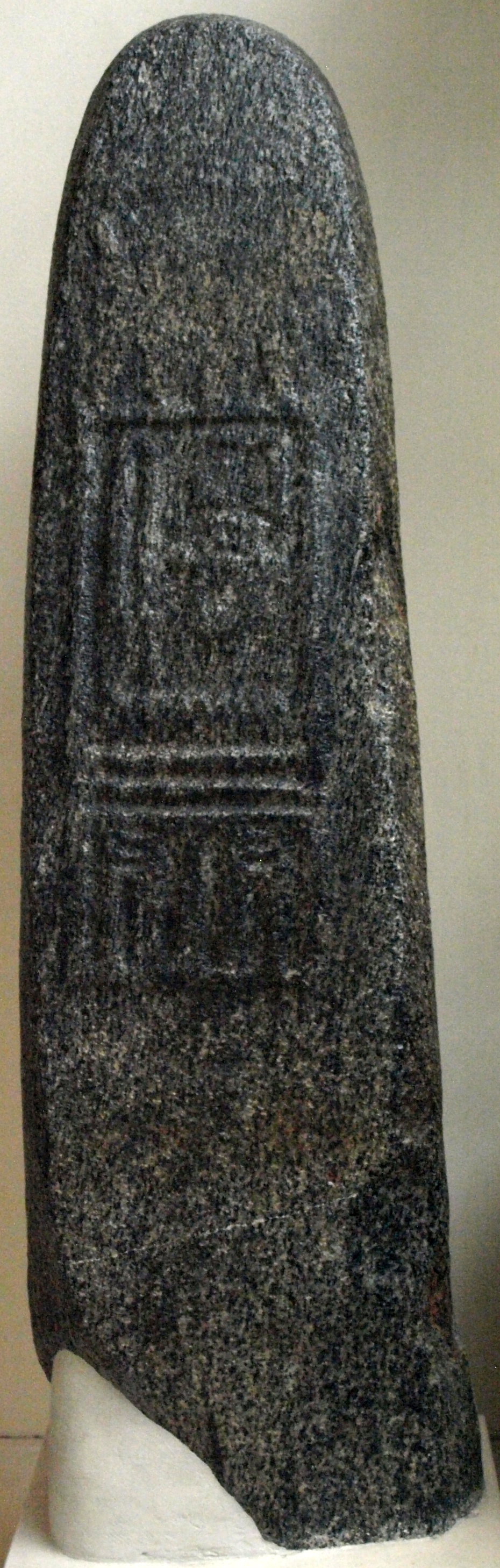
Bia mộ của Peribsen làm từ đá Granite, ngày nay trưng bày tại bảo tàng Anh Quốc

Tên serekh của Peribsen đã được tìm thấy trong các vết dấu ở những chiếc bình đất nung làm từ đất sét và bùn và trong những chữ khắc trên đá thạch cao tuyết hoa, đá sa thạch, pocfia, và trên những bình bằng đá phiến đen. Những chiếc bình cùng vết dấu này được khai quật từ ngôi mộ của Peribsen và tại một điểm khai quật khác ở Elephantine. Một con dấu bằng đất với tên Peribsen đã được tìm thấy bên trong ngôi mộ mastaba K1 tại Beit Khallaf
Hai tấm bia mộ lớn được làm từ đá granite đã được tìm thấy trong ngôi mộ của ông. Hình dạng của chúng lại không bình thường và dường như chúng chưa hoàn thiện và trông còn thô. Các nhà Ai Cập học nghi ngờ rằng điều này đã được thực hiện một cách có chủ ý, nhưng nguyên nhân tại sao thì lại không giải thích được . Một con dấu hình trụ không rõ nguồn gốc có tên của Peribsen bên trong một đồ hình và đi kèm với một tên hiệu Merj-netjeru ("tình yêu của các vị thần"). Điều này đã khiến các nhà Ai Cập học và các nhà khảo cổ đi đến kết luận rằng con dấu đó chắc chắn chỉ được tạo ra sau này với mục đích tưởng niệm, bởi vì đồ hình hoàng gia chỉ bắt đầu được sử dụng sau khi Peribsen qua đời rất lâu. Một con dấu khác có cùng chất liệu cũng có tên của Peribsen, nhưng không nằm trong đồ hình, đi kèm với tên hiệu hoàng gia Nisut-Bity ("vua của Hạ và Thượng Ai Cập").

## Tên Peribsen
Tên của Peribsen là một sự bất bình thường, bởi vì thần Seth là vị thần bảo trợ của ông chứ không phải là thần Horus. Điều này trái ngược với truyền thống của Ai Cập, một vị vua thường chọn hình tượng vị thần chim ưng Horus là vị thần bảo trợ của mình. Theo truyền thống, tên Horus của nhà vua được viết trong một serekh: hình tượng mặt ngoài của cung điện hoàng gia bên dưới một con chim ưng đại diện cho thần Horus. Thay vào đó, Peribsen đã lựa chọn linh vật đại diện cho thần Set, trên serekh của ông. Giống như thần Horus, Seth là một vị thần được thờ phụng rộng rãi trong giai đoạn tiền triều đại. Sau này, thần Seth trở thành vị thần của bóng tối và sự hỗn loạn trong thời kỳ Hậu nguyên của Ai Cập cổ đại. Mặc dù vậy Peribsen là vị pharaon duy nhất sử dụng linh vật đại diện cho thần Seth hiện diện trên Serekh của mình, ngoài ông ra còn có nhiều vị vua khác nữa cũng tôn thờ thần Seth. Ví dụ như pharaoh triều đại thứ mười ba Seth Meribre, các vị vua triều đại thứ mười chín như Seti I và Seti II và vị vua Setnakhte của triều đại thứ hai mươi.
Việc Peribsen chọn vị thần bảo trợ và sự cai trị của ông trong thời kỳ tối tăm của triều đại thứ hai đã khiến các nhà Ai Cập học và sử gia tìm kiếm lời giải thích phù hợp cho cả tên gọi của ông và thời kỳ hỗn loạn mà ông sống. Sau đây là một số giả thuyết được đưa ra:

### Giả thuyết tôn giáo về sự kết hợp giữa Peribsen và Seth
Giả thuyết cũ

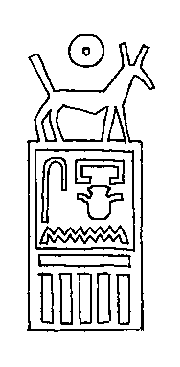
Chữ khắc từ một chiếc bình bằng Pocfia với serekh của Peribsen; lưu ý tới linh vật của Seth cùng với đĩa mặt trời phía trên.

Một giả thuyết được các nhà Ai Cập học như Percy Newberry, Jaroslav Černý,Walter Bryan Emery và Bernhard Grdseloff ủng hộ- mà vẫn còn phổ biến cho tới tận giữa thế kỷ 20- cho rằng Peribsen là một vị vua dị giáo đã tìm cách khởi xướng một tôn giáo mới ở Ai Cập, với việc chỉ thờ duy nhất thần Seth. Hành động của Peribsen được cho là tương tự như những gì mà vị pharaoh Akhenaten của triều đại thứ 18 đã thực hiện, ông ta đã ra lệnh rằng người Ai Cập chỉ được tôn thờ duy nhất thần Aten. Newberry đề xuất rằng các vị tư tế của thần Horus và Seth đã chống lại nhau giống như "theo Cách của một cuộc chiến tranh hoa hồng" trong giai đoạn nửa sau của triều đại thứ hai.
Giả thuyết vị vua "Peribsen dị giáo" dựa trên ba luận điểm: tên của "Peribsen" đã bị loại khỏi các danh sách vua sau này, ngôi mộ của nhà vua đã bị phá hủy và bị cướp vào thời cổ đại, và cuối cùng là tấm bia mộ của Peribsen với hình ảnh linh vật của thần Seth đã bị xóa bỏ với ý định rõ ràng là làm lu mờ đi hình tượng của thần Seth. Các nhà Ai Cập học đưa ra giả thuyết cho rằng đây là hành động của phe tôn giáo đối lập nhằm vào tầng lớp tư tế của thần Seth. Lauer và Firth đã dựa vào lý thuyết "Peribsen dị giáo" này để giải thích về việc lý do tại sao một số lượng lớn những chiếc bình đá chạm khắc tên của vị vua thuộc triều đại thứ nhất và thứ hai lại được tìm thấy bên dưới kim tự tháp của Djoser, chúng nằm trong những chiếc túi với ấn dấu của Khasekhemwy và Djoser. Họ cho rằng Peribsen đã cướp phá những ngôi mộ của các vị vua tiền triều, những người tôn thờ thần Horus, và vứt vãi những đồ tùy táng của họ. Những chiếc bình này sau đó đã được thu thập về ngân khố của hoàng gia dưới thời trị vì của Khasekhemwy sau khi ông ta thống nhất đất nước Ai Cập và cuối cùng được Djoser chôn xuống dưới kim tự tháp của mình giống như một sự thành kính.
Giả thuyết hiện đại
Ngày nay, những bằng chứng khảo cổ học của Peribsen đã được tìm thấy chủ yếu ở Thượng Ai Cập. Cụ thể, tên của ông không xuất hiện trong các ghi chép ở Hạ Ai Cập còn sót lại từ thời điểm đó. Đã có tranh luận về việc Peribsen có thể đã không cai trị toàn bộ Ai Cập và do đó không thể có đủ quyền lực để tiến hành thay đổi tôn giáo của cả vương quốc. Một bằng chứng khác chống lại giả thuyết "Peribsen dị giáo" đó là cánh cửa giả của vị tư tế Shery tại Saqqara. Shery đã phụ trách các nghi lễ thờ cúng dưới triều đại thứ tư. Chữ viết trên cánh cửa giả này đã kết nối tên của Peribsen với tên của một vị vua khác thuộc triều đại thứ hai, Senedj. Theo đó, Shery giữ chức vụ "người cai quản toàn bộ những tư tế thuần túy của vua Peribsen trong khu lăng mộ vua Senedj, trong ngôi đền lễ tang của ngài và ở tất cả các nơi khác". Điều này ngụ ý rằng sự thờ cúng Peribsen vẫn tiếp tục ít nhất cho đến triều đại thứ tư, không phù hợp với giả thuyết cho rằng tên của Peribsen không được phép đề cập đến. Ngoài ra, các nhà Ai Cập học khác như Herman te Velde chỉ ra rằng Shery không phải là vị tư tế duy nhất thuộc triều đại thứ tư tham gia vào việc tiến hành các nghi lễ thờ cúng Peribsen. Inkef, có thể là anh em ruột hoặc họ hàng của Shery, cũng đã giữ tước hiệu "người cai quản các tư tế ka của vua Peribsen".
Những vết dấu được tìm thấy trong ngôi mộ của Peribsen ở Abydos có tên của một số vị thần như: Ash, Min và Bastet, điều này cho thấy họ được tôn thờ trong thời kỳ Peribsen trị vì. Phát hiện này dấy lên các cuộc tranh luận chống lại giả thuyết về việc Peribsen chỉ thờ cúng một vị thần duy nhất, hoặc đã đề xướng thuyết độc thần. Giả thuyết dị giáo của Newberry, Černý, Grdseloff và những người khác chỉ được suy luận ra từ những thông tin khảo cổ rất hạn hẹp vào thời điểm của họ. Hầu hết các vết dấu bằng đất sét được tìm thấy vào thời điểm đó vẫn chưa được giải mã và dịch ra.

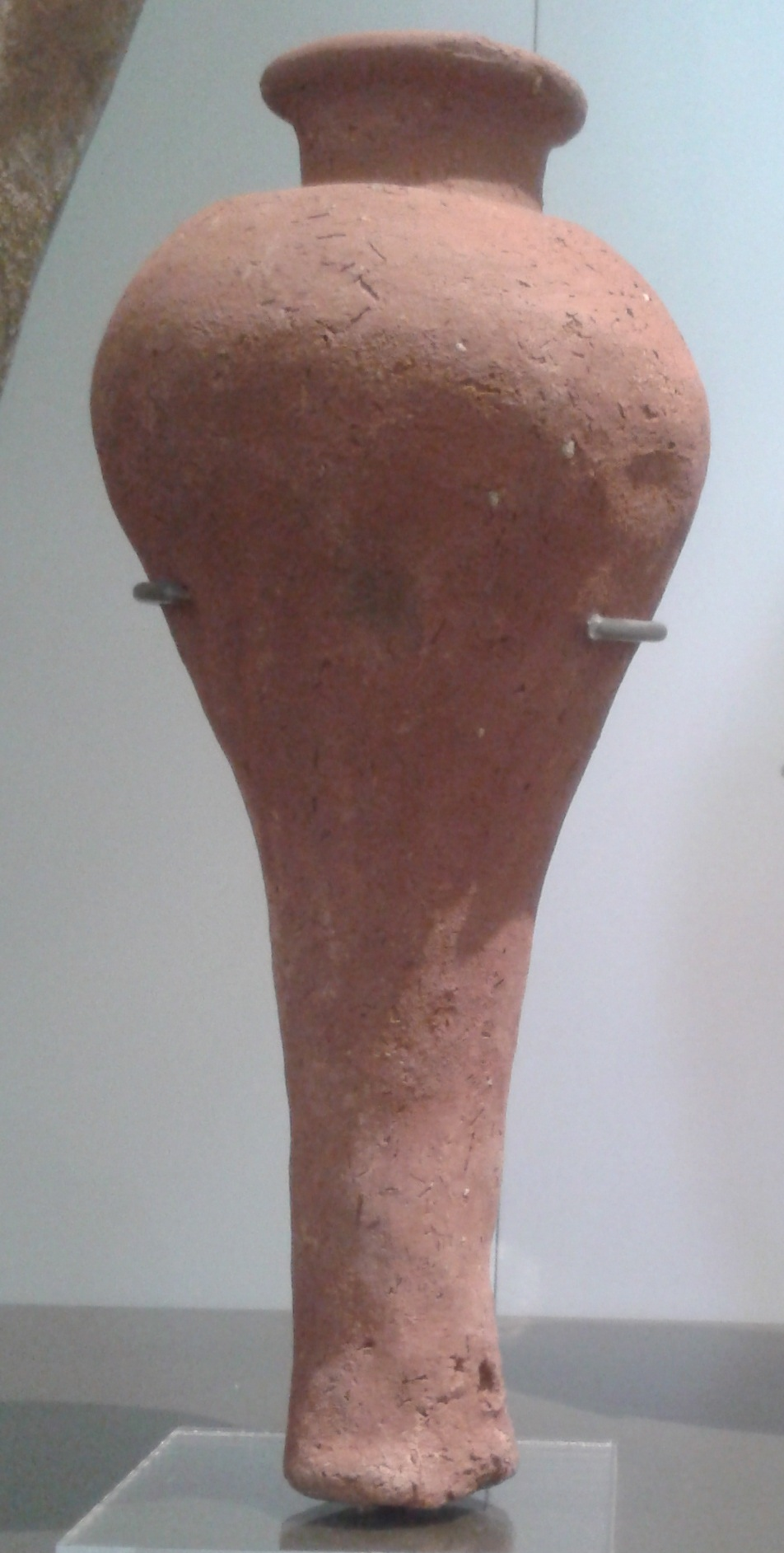
Bình đá từ ngôi mộ của vua Peribsen, bảo tàng Ashmolean.

Theo các nhà Ai Cập học như Jean Sainte Fare Garnot và Herman te Velde, tên của "Peribsen" mang ý nghĩa là sự hòa hợp về tôn giáo, ngay cả trước khi kết hợp với tên của một vị thần. Tên gọi "Peribsen" có nghĩa đen là "Ngài đến từ ý muốn của họ" hoặc "Trái tim và ý chí của Ngài sẽ đến với họ". Từ sn trong tiếng Ai Cập có nghĩa là "họ, của họ, những người kia", rõ ràng là cách viết số nhiều. Te Velde và Garnot đều tin chắc rằng Peribsen không những sử dụng linh vật của Seth làm biểu tượng bảo trợ trên serekh của ông, mà còn kết hợp tên của ông với thần Horus. Nếu điều này là thực, Peribsen chắc chắn đã tôn thờ cả hai vị thần Horus và Seth một cách ngang hàng suốt triều đại của ông. Peribsen có thể đã được coi như là một hiện thân sống của cả thần Horus và Seth một cách bình đẳng, giống như những vị vua trước đó. Do vậy, tên của Peribsen có thể thực sự đã không phá vỡ các truyền thống thiêng liêng; không những thế ông còn kết hợp uy quyền của thần Seth cho thần Horus. Một ví dụ khác đó là tước hiệu của các hoàng hậu thuộc hai triều đại đầu tiên đều có nhiều vị thần bảo trợ, như là "Đức bà người được phép gặp thần Horus và Seth" và "Đức bà người thuyết phục được cả thần Horus và Seth". Tương tự như vậy, serekh bất thường của vua Khasekhemwy, vị vua cuối cùng của vương triều thứ hai, lại có cả biểu tượng của thần Horus và Seth đứng cạnh nhau trên đỉnh serekh. Horus đội vương miện trắng của Thượng Ai Cập và Seth đội vương miện đỏ của Hạ Ai Cập. Cả hai vị thần được vẽ theo kiểu đối mặt với nhau giống như hành động đang hôn vậy. Tên gọi đặc biệt này giống như một cách minh họa cho việc hóa thân kép của vua là hiện thân của cả Horus và Seth, với quyền lực trên toàn bộ Ai Cập. Tên serekh Khasekhemwy có thể được coi như là một dạng tên serekh cấp tiến hơn so với của Peribsen.
Các nhà Ai Cập học như Ludwig David Morenz và Wolfgang Helck  lưu ý rằng ý định về việc xóa bỏ hình ảnh linh vật của thần Seth đã không diễn ra cho đến tận thời kỳ Tân vương quốc của Ai Cập. Hình ảnh linh vật của thần Seth trên tấm bia mộ của Peribsen bị xóa bỏ ban đầu được cho là diễn ra ngay sau khi ông qua đời theo giả thuyết "dị giáo"; nhưng những khám phá mới đây cho thấy sự phỉ báng này chỉ xảy ra sau đó hàng thế kỷ. Nhà sử học Dietrich Wildung cho rằng quần thể lăng mộ Abydos không chỉ là nơi duy nhất bị cướp phá vào thời cổ đại: các ngôi mộ ở Saqqara và Giza cũng đã bị cướp phá. Do đó, ông ta kết luận rằng bất kỳ hành động nào với mục tiêu nhằm chống lại một vị pharaon riêng biệt đều bị loại trừ.

### Giả thuyết chính trị
Các giả thuyết trước đây của Newberry, Černý và Grdseloff đều cho rằng vương quốc Ai Cập dưới thời Peribsen đã phải chịu nhiều cuộc nội chiến, bắt nguồn từ nguyên nhân kinh tế hoặc chính trị. Nếu thực sự ông là người chịu trách nhiệm gây ra những điều trên, thì điều đó có thể giải thích tại sao các bản danh sách vua sau này đã loại trừ Peribsen.
Ngược lại, các giả thuyết gần đây lại cho rằng, nếu vương quốc Ai Cập thực sự bị chia cắt thì chắc chắn sự chia cắt này đã diễn ra một cách hòa bình. Các nhà Ai Cập học như Michael Rice, Francesco Tiradritti và Wolfgang Helck chỉ ra rằng những ngôi mộ mastaba nguy nga và được bảo tồn tốt ở Sakkara và Abydos đều thuộc các quan lại cấp cao trong triều đình như Ruaben và Nefer-Setekh. Tất cả chúng đều có niên đại từ triều đại Nynetjer đến triều đại của Khasekhemwy, vị vua cuối cùng của triều đại thứ hai. Các nhà Ai Cập học còn cho rằng tình trạng của các mastaba và kiến trúc ban đầu của chúng là bằng chứng cho thấy việc thờ cúng các vị vua và quý tộc sau khi họ qua đời tại khắp nơi trên toàn vương quốc đã diễn ra trong suốt triều đại. Nếu điều này là đúng, hiện trạng nguyên vẹn của những ngôi mộ này lại không phù hợp với giả thuyết về các cuộc nội chiến và vấn đề kinh tế xảy ra dưới thời Peribsen cai trị. Rice, Tiradritti và Helck nghĩ rằng Nynetjer đã quyết định phân chia vương quốc vì những lý do cá nhân hoặc chính trị và rằng sự phân chia này được các vị vua của triều đại thứ hai chấp nhận.
Nguyên nhân của sự chia rẽ về mặt chính trị vẫn chưa được biết rõ. Điều này có thể đã xảy ra vào giai đoạn đầu triều đại của Peribsen hoặc ngay trước đó. Bởi vì Peribsen lựa chọn thần Seth làm vị thần bảo trợ cho ngai vàng của ông, cho nên các nhà Ai Cập học suy đoán rằng Peribsen là một thủ lĩnh của Thinis hoặc là một hoàng tử của hoàng tộc Thinis. Giả thuyết này dựa vào việc thần Seth là một vị thần có nguồn gốc đến từ Thinis, điều này có thể giải thích cho sự lựa chọn của Peribsen: sự thay đổi tên của ông có thể là một phương thức tuyên truyền khôn khéo về mặt chính trị (và tôn giáo). Peribsen được cho là chỉ cai trị Thượng Ai Cập với kinh đô ở Thinis, trong khi những vị vua khác cai trị Hạ Ai Cập với kinh đô ở Memphis.

## Danh tính

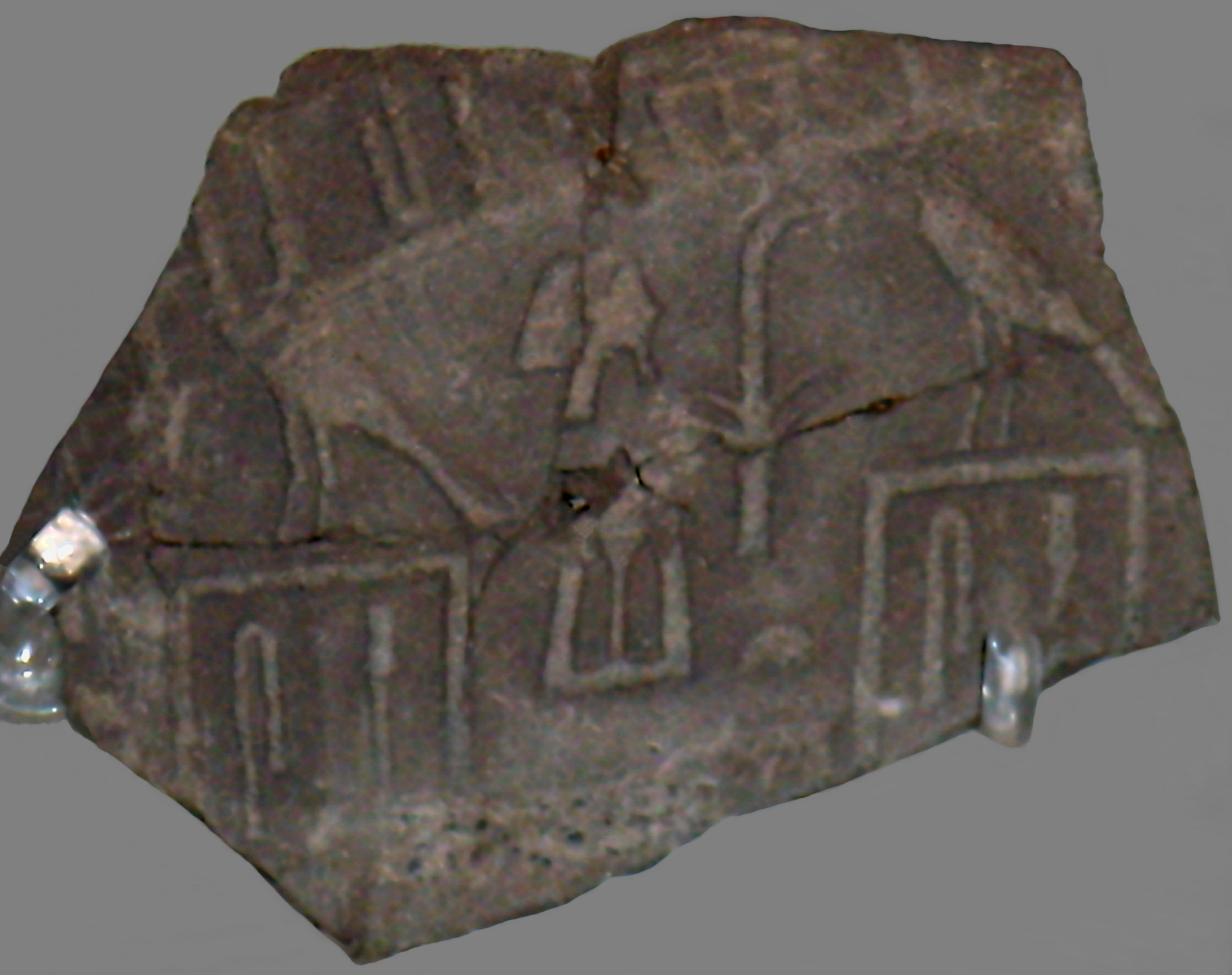
Vết dấu của vua Sekhemib từ Abydos

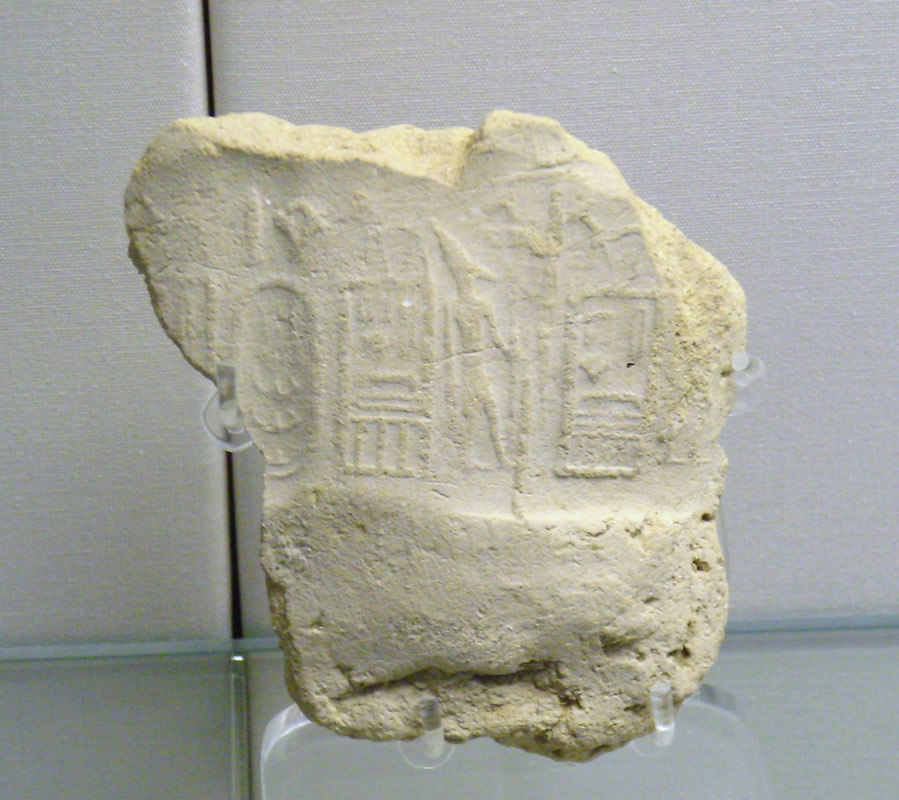
Vết dấu của Peribsen

Các nhà Ai Cập học như Walter Bryan Emery, Kathryn A. Bard và Flinders Petrie tin rằng Peribsen chính là vua Sekhemib-Perenmaat, một vị vua khác của vương triều thứ hai, người đã kết hợp tên của ông ta với biểu tượng chim ưng của thần Horus. Điều này dựa trên bằng chứng đó là vết dấu niêm phong của Sekhemib đã được tìm thấy tại lối vào ngôi mộ của Peribsen. Ngoài ra ngôi mộ của Sekhemib vẫn chưa được tìm thấy
Tuy nhiên giả thuyết này lại bị phản bác; Hermann Alexander Schlögl, Wolfgang Helck, Peter Kaplony  và Jochem Kahl cho rằng những vết dấu đất sét này chỉ được tìm thấy ở khu vực lối vào ngôi mộ của Peribsen và không có cái nào trong số chúng có cả tên của Peribsen và Sekhemib trong cùng một dòng chữ. Hơn nữa, họ lưu ý rằng theo truyền thống một vị pharaoh sẽ an táng và niêm phong ngôi mộ của vị vua tiền nhiệm; Những suy luận tương tự cũng có thể được rút ra từ việc tìm thấy các tấm bảng ngà voi của vua Hotepsekhemwy tại lối vào ngôi mộ của vua Qa'a và các vết dấu niêm phong bằng đất sét của Djoser được tìm thấy tại lối vào ngôi mộ của Khasekhemwy. Schlögl, Helck, Kaplony và Kahl tin rằng việc phát hiện các vết dấu của Sekhemib ủng hộ quan điểm cho rằng Sekhemib đã trực tiếp kế vị Peribsen và tiến hành an táng ông.
Các học giả như Toby Wilkinson và Helck lại tin rằng Peribsen và Sekhemib có thể có quan hệ họ hàng. Giả thuyết của họ dựa trên các dòng chữ khắc trên bình đá và vết dấu mà cho thấy sự tương đồng rõ ràng trong cách viết và ngữ pháp của họ. Các bình đá của Peribsen nhắc đến lời ghi chú "ini-setjet" ("cống phẩm của người dân Sethroë"), trong khi chữ khắc của Sekhemib có ghi chú "ini-khasut" ("cống phẩm của những người du mục sa mạc"). Một dấu hiệu khác nữa cho thấy Peribsen và Sekhemib có quan hệ họ hàng với nhau đó là tên serekh; Họ đều sử dụng các âm tiết "Per" và "ib" trong tên của mình.
Dòng chữ khắc trên cửa giả của Shery có thể ngụ ý chỉ ra rằng Peribsen chính là vua Senedj ("Senedj" có nghĩa là "đáng sợ") và tên gọi này được sử dụng trong các bản danh sách vua như là một sự thay thế cho tên Seth đã bị cấm nhắc đến. Ngược lại, Dietrich Wildung và Wolfgang Helck lại đồng nhất Peribsen với tên gọi Wadjenes dưới thời Ramsses. Họ nghĩ rằng có thể cái tên Per-ib-sen là một cách hiểu sai của tên gọi Wadj-sen.

## Trị vì

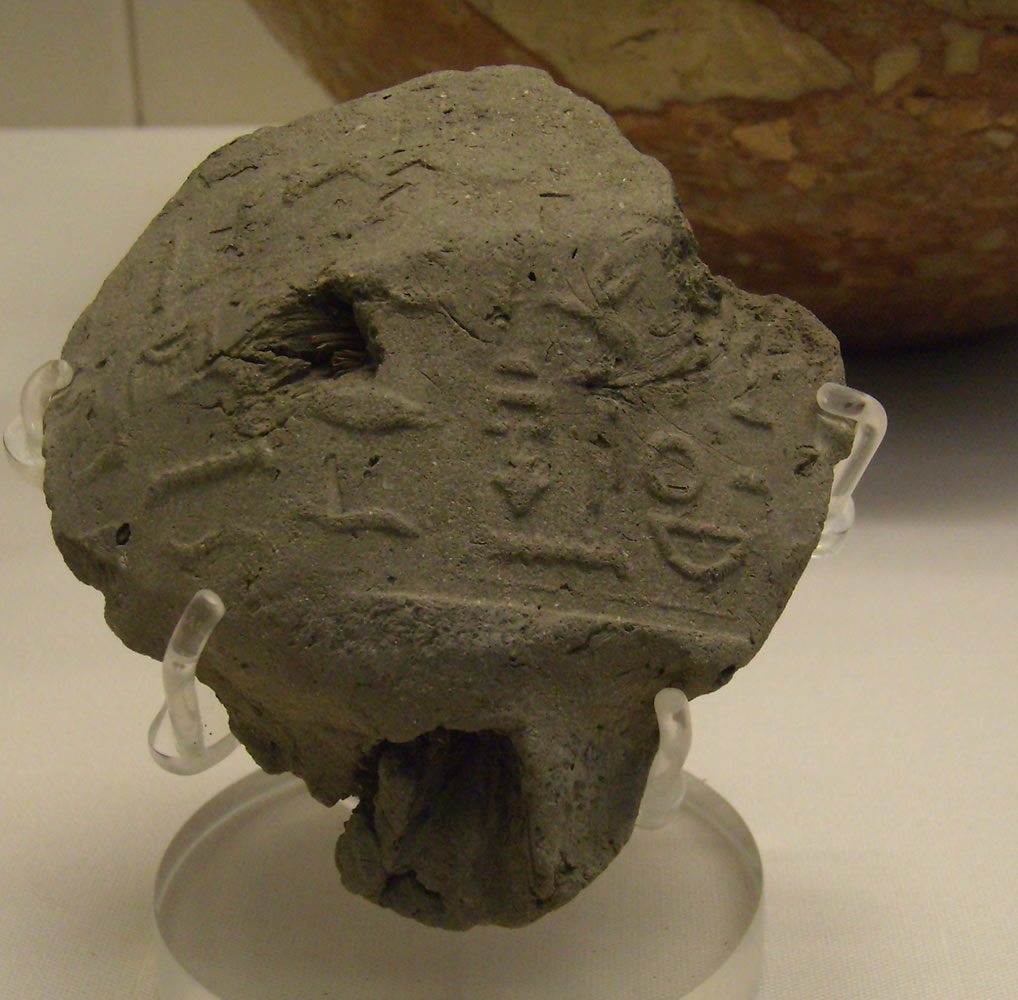
Vết dấu từ ngôi mộ của Peribsen

Bởi vì một số di chỉ khảo cổ học trợ giúp cho quan điểm cho rằng vương quốc Ai Cập đã bị chia tách dưới thời Peribsen, hiện vẫn còn các cuộc tranh luận về việc tại sao những vị vua trước ông lại quyết định phân chia vương quốc và Peribsen đã cai trị một phần hay toàn bộ Ai Cập.

### Giả thuyết về sự chia cắt vương quốc
Các nhà Ai Cập học như Wolfgang Helck, Nicolas Grimal, Hermann Alexander Schlögl  và Francesco Tiradritti tin rằng vua Nynetjer, vị vua thứ ba của triều đại thứ hai và cũng là tiên vương của Peribsen, đã cai trị một vương quốc Ai Cập với một bộ máy chính quyền quá phức tạp. Nynetjer quyết định phân chia Ai Cập thành hai vương quốc riêng biệt, với hy vọng rằng bộ máy chính quyền của vương quốc có thể sẽ được cải thiện. Các bằng chứng khảo cổ học, chẳng hạn như các vết dấu niêm phong bằng đất sét và những chiếc bình được chạm khắc, dường như ủng hộ luận điểm cho rằng Peribsen chỉ cai trị ở Thượng Ai Cập. Phần lớn trong số đó đã được tìm thấy ở Abydos, Naqada và Elephantine, và chỉ có duy nhất một vết dấu bằng đất sét mang tên ông được tìm thấy ở Hạ Ai Cập, tại Beit Khallaf. Các nhà sử học nghĩ rằng vương quốc của Peribsen kéo dài từ Naqada đến đảo Elephantine. Do đó, phần còn lại của Ai Cập sẽ nằm dưới sự cai trị của một vị vua khác.
Nhà Ai Cập học Dimitri B. Proussakov chứng minh giả thuyết của ông ta bằng cách dẫn chứng từ tấm bia đá Palermo thông qua các sự kiện hàng năm của vua Nynetjer. Từ sự kiện năm thứ mười hai trở đi, "Dưới sự chứng kiến của Vua Thượng và Hạ Ai Cập" được sửa đổi thành "Dưới sự chứng kiến của Vua Hạ Ai Cập". Proussakov coi đây là dấu hiệu rõ ràng cho thấy quyền lực của Nynetjer trên toàn Ai Cập đã bị suy giảm. Các nhà Ai Cập học đã so sánh điều này với hoàn cảnh tương tự của vua Qa'a, một trong những nhà vị vua cuối cùng của triều đại thứ nhất. Khi Qa'a qua đời, những thế lực bí ẩn đã xuất hiện và tiến hành cuộc chiến tranh giành ngai vàng của Ai Cập. Cuộc chiến này chỉ kết thúc khi vua Hotepsekhemwy lên ngôi, ông ta là người đã sáng lập ra triều đại thứ hai
Barbara Bell và một số học giả khác lại cho rằng một thảm họa về kinh tế như là một nạn đói hoặc hạn hán kéo dài đã ảnh hưởng đến Ai Cập vào giai đoạn này. Và vì thế để giải quyết vấn đề nạn đói, Nynetjer đã chia vương quốc thành hai vương quốc riêng biệt và hai vị vua kế vị ông sẽ cai trị hai quốc gia độc lập cho đến khi nạn đói kết thúc. Giả thuyết của Bell căn cứ vào những dòng chữ khắc trên tấm bia đá Palermo, mà theo quan điểm của bà, mực nước lũ sông Nile dưới thời ông trị vị luôn ở mức thấp. Giả thuyết của Bell bị phản bác bởi các nhà Ai Cập học như Stephan Seidlmayer, ông ta chỉ ra rằng mực nước sông Nile luôn ở mức bình thường từ triều đại của Nynetjer cho tới tận thời kỳ Cổ Vương quốc. Bell đã bỏ qua những ghi chép về mực nước lũ đạt đỉnh trên tấm bia đá Palermo mà chỉ căn cứ vào số liệu được đo ở các Nilometer ở khu vực xung quanh Memphis, mà không phải ở các khu vực khác dọc theo con sông. Do đó giả thuyết về một đợt hạn hán kéo dài gần như không thể sảy ra.

### Giả thuyết đối lập về sự chia cắt vương quốc
Các nhà khoa học như Herman TeVelde, I.E.S Edwards và Toby Wilkinson căn cứ vào những dòng chữ khắc trên bia đá biên niên sử của triều đại thứ năm, một tấm bia đá olivin-bazan màu đen ghi lại một danh sách các vị vua rất chi tiết, để đưa ra luận điểm chống lại giả thuyết về sự phân chia vương quốc. Trên tấm bia đá này, các vị vua từ triều đại thứ nhất đến triều đại thứ 7 được liệt kê theo tên Horus của họ, tên vàng và tên trong đồ hình của họ. Bản danh sách này cũng bao gồm các sự kiện năm từ ngày lễ lên ngôi của nhà vua đến khi nhà vua băng hà. Những mảnh vỡ nổi tiếng nhất của tấm bia đá này được gọi là bia đá Palermo và bia đá Cairo. Trên bia đá Cairo, trong dòng thứ 4, chín năm cai trị cuối cùng của vua Nynetjer vẫn còn lưu giữ lại được (nhưng hầu hết các ô ghi sự kiện năm hiện giờ không thể đọc được). Niên đại ghi lại thời điểm vua Nynetjer băng hà được nối tiếp bởi niên đại của một vị vua mới khác. Những khám phá gần đây cho thấy rằng serekh của vị vua mới nằm dưới biểu tượng của một linh vật có bốn chân, không phải là biểu tượng chim ưng của Horus. Bởi vì chỉ có duy nhất biểu tượng linh vật của thần Seth là linh vật có bốn chân duy nhất được sử dụng trong các serekh của các vị vua Ai Cập thời kỳ đầu này, cho nên vị vua này có thể chính là Peribsen, dẫu vậy vẫn còn nhiều ý kiến tranh luận khác về vấn đề này. Chẳng hạn, các nhà Ai Cập học như TeVelde, Barta và Edwards lại không đồng tình, và theo họ: Peribsen có lẽ không phải là vị vua duy nhất có một cái tên Seth. Các sự kiện diễn ra hàng năm dưới triều đại Nynetjer cho thấy sự liên quan ngày càng tăng đến thần Seth, một giả thuyết được đưa ra ở đây đó là truyền thống sử dụng tên Horus như là tên gọi duy nhất của nhà vua có thể chỉ mới tiến triển. Sự nổi lên của một vị vua có mối liên hệ với thần Seth có lẽ không phải là một điều quá bất ngờ. TeVelde, Barta và Edwards đều nghĩ rằng, ngoài Peribsen, các vị vua khác như Wadjenes, Nubnefer hay Senedj cũng có thể là một vị vua Seth; Một trong số họ chắc chắn là người đã trực tiếp kế vị Nynetjer. Một số lượng tương đối lớn các bằng chứng khảo cổ học được tìm thấy có niên đại thuộc về triều đại của Peribsen đã giúp phủ nhận giả thuyết về một triều đại ngắn, chỉ từ 10 đến 12 năm, theo như tấm bia đá biên niên sử.
Tấm bia đá biên niên sử còn cho thấy hoàn toàn không có bất cứ dấu hiệu nào của sự chia cắt vương quốc Ai Cập. Barta, TeVelde, Wilkinson và Edwards lập luận rằng giả thuyết về sự chia cắt vương quốc này không hề sảy ra. Có khả năng đó là sự tái tổ chức về mặt hành chính hoặc một sự chia rẽ trong tầng lớp tư tế.

### Thành tựu chính trị
Dưới thời trị vì của mình, Peribsen đã thiết lập một bộ máy chính quyền mới được gọi là "Quốc khố của nhà trắng" và một cung điện hoàng gia mới, được gọi là "nơi che chở của Nubt", nằm gần Ombos ("Nubt" là tên Ai Cập cổ đại của Naqada). Các chức vụ hành chính như ký lục, chưởng ấn và quan giám sát đã được điều chỉnh để phù hợp với sự phân chia về mặt hành chính của vương quốc. Ví dụ, các chức vụ như "quan chưởng ấn của nhà vua" đã được đổi thành "quan chưởng ấn của vua Thượng Ai Cập". Sự cải cách bộ máy quan lại này có thể được coi như một nỗ lực của Peribsen để nhằm hạn chế quyền lực của các quan lại trong triều, và còn là bằng chứng cho thấy một bộ máy chính quyền cồng kềnh và khổng lồ đã tồn tại dưới triều đại của Nynetjer.
Hệ thống chính quyền của Peribsen và Sekhemib có một sự phân cấp rõ ràng và rành mạch; ví dụ như từ hàng cao nhất đến thấp nhất: Kho ngân khố (thuộc về hoàng gia và do đó có thứ hạng cao nhất) → bộ phận phúc lợi → điền sản → các vườn nho → vườn nho tư (tài sản của công dân và do đó xếp hạng thấp nhất). Vua Khasekhemwy, vị vua cuối cùng của triều đại thứ hai, có thể đã tái thống nhất lại bộ máy chính quyền của Ai Cập và do đó đã thống nhất lại toàn bộ vương quốc Ai Cập cổ đại. Ông ta đã đặt hai kho ngân khố của Ai Cập nằm dưới sự kiểm soát của "Hoàng cung", khiến cho chúng nằm dưới sự quản lý duy nhất của một bộ máy chính quyền mới.
Peribsen cũng cho xây dựng các cung điện hoàng gia như Per-nubt ("cung điện của Ombos") và Per-Medjed ("cung điện thiết triều") cũng như cho xây dựng một số thành phố để phát triển kinh tế. Tên của chúng, Afnut ("thành phố của những người làm khăn trùm"), Nebj ("thành phố của những người bảo vệ"), ABET-desheret ("thành phố của những chiếc bình granite đỏ") và Huj-setjet ("thành phố của những người châu Á '), đều được đề cập trên các vết dấu kế bên với serekh của Peribsen, và thường đi cùng với cách nói "nhà vua tới thăm...". Các chữ khắc trên những chiếc bình đá cũng đề cập đến một "ini-setjet" ("cống vật từ người dân của Sethroë "), mà có thể ngụ ý rằng Peribsen đã lập nên một thánh địa tôn giáo cho thần Seth ở khu vực đồng bằng sông Nile. Điều này có thể gợi ý về việc Peribsen đã cai trị toàn bộ Ai Cập, hoặc ít nhất ông đã được chấp nhận như là vua trên toàn bộ Ai Cập
Có một vị quan dưới triều đại của Peribsen, Nefer-Setekh ("Seth là sự tốt đẹp"), "tư tế thuần túy của nhà vua", được các nhà Ai Cập học biết đến thông qua bia đá của ông ta. Tên của ông ta có thể mang hàm ý là nêu bật sự hiện diện và phổ biến của thần Seth giống như một vị thần của hoàng gia.
Trong ngôi mộ của Peribsen ở Abydos, các vết dấu bằng đất sét được tìm thấy đã minh chứng cho sự hoàn thiện về mặt ngữ pháp dưới triều đại của ông. Dòng chữ khắc ghi lại như sau:

"Vị thần thịnh vượng/vị thần của Ombos đã thống nhất/trao lại hai vùng đất cho người con trai của ngài, vua của Thượng và Hạ Ai Cập, Peribsen."

Tước hiệu "Vị thần thịnh vượng" hay còn đọc là "vị thần của Ombos" được các nhà Ai Cập học cho là một cách gọi mang ý nghĩa về tôn giáo của thần Seth

### Thay đổi về tôn giáo
Nhiều vị thần khác cũng đã được dân chúng thờ phụng dưới thời Peribsen. Một số lượng lớn các vết dấu và chữ khắc trên bình đề cập đến các vị thần như Ash, Horus, Nekhbet, Min, Bastet và Kherty. Các vị thần được khắc họa cùng với tên của địa điểm hoặc thành phố vốn là nơi đặt các trung tâm tôn giáo chính của họ. Ngoài ra, một số vết dấu triện của Peribsen còn có biểu tượng một đĩa mặt trời nằm trên đầu biểu tượng linh vật của thần Seth: đây là một biểu tượng sơ khai của thần Ra. Vấn đề ở đây đó là không có bằng chứng khảo cổ học nào cho thấy thần mặt trời Ra đã được coi như là một vị thần Ai Cập vào giai đoạn sơ khai này; Sự xuất hiện của biểu tượng đĩa này có thể là bằng chứng đầu tiên về sự xuất hiện của tôn giáo thờ cúng thần mặt trời và sự thay đổi trong thần thoại Ai Cập. Biểu tượng đĩa mặt trời còn xuất hiện trong mối liên hệ giữa các vị vua với vị thần bảo trợ cho vương quốc (ví dụ, dưới triều đại của vị vua Raneb mặt trời được kết nối đến thần Horus; Dưới thời Peribsen nó được kết nối với thần Seth). Dưới thời Khasekhemwy, mặt trời cuối cùng cũng được gọi với tên riêng là Ra, và trong giai đoạn chuyển giao giữa hai triều đại của vua Khasekhemwy và Djoser, một số vị tư tế và quan lại cũng đã kết nối tên của họ với thần Ra..

## Vua của Thượng và Hạ Ai Cập

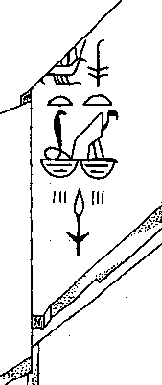
Mảnh vỡ làm từ đá thạch cao tuyết hoa với tên nebti Weneg.

Các sử gia về Ai Cập như Helck, Tiradritti, Schlögl, Emery và Grimal tin rằng Peribsen đã cai trị cùng thời với một vị vua khác. Các bản danh sách vua thời Rammesses lại có sự khác nhau trong thứ tự tên hoàng gia của các vị vua từ vua Senedj trở đi. Bảng danh sách vua Sakkara và bản danh sách vua Turin lại ủng hộ truyền thống Memphis, đó là chỉ đề cập đến những vị vua cai trị Memphis. Còn bản danh sách vua Abydos lại ủng hộ truyền thống Thinis và do đó chỉ những vị vua cai trị Thinis mới xuất hiện trong bản danh sách này. Tất cả các bản danh sách vua trên đều giống nhau cho tới khi đề cập đến vua Senedj. Sau đó, bản danh sách vua Sakkara và bản danh sách vua Turin lại đề cập đến ba vị vua khác: Neferkara I, Neferkasokar và Hudjefa I. Trong khi bản danh sách vua Abydos lại ghi tên vua Khasekhemwy, và gọi ông ta là "Djadjay". Sự khác biệt này được các nhà Ai Cập học xem như là kết quả của chia cắt vương quốc Ai Cập dưới vương triều thứ hai.
Ngoài ra còn có những phát hiện khác gây mâu thuẫn đó là từ tên Horus và Nebty của các vị vua được tìm thấy trong Đại hành lang phía nam khu lăng mộ của vua Djoser ở Sakkara. Những chữ khắc trên bình đá đã nhắc đến các vị vua như Nubnefer, Weneg-Nebty, Horus Ba, Horus "Chim" và Za; Mỗi vị vua trong số họ chỉ được đề cập đến một vài lần, điều này có thể cho thấy triều đại của họ không kéo dài được lâu. Vua Sneferka có thể chính là vua Qa'a hoặc là một vị vua cai trị trước ông ta. Vua Weneg-Nebty có thể được đồng nhất với tên Wadjenes theo cách gọi dưới thời Ramesses. Nhưng các vị vua khác như "Nubnefer", "Chim" và "Za" vẫn là một bí ẩn. Họ không bao giờ xuất hiện ở bất cứ nơi nào khác và số lượng các hiện vật còn sót lại từ triều đại của họ lại vốn rất hạn chế. Schlögl, Helck và Peter Kaplony mặc định rằng "Nubnefer", "Za" và "Chim" là những vị vua cai trị Hạ Ai Cập cùng thời với Peribsen và Sekhemib, hai vị vua cai trị vùng Thượng Ai Cập

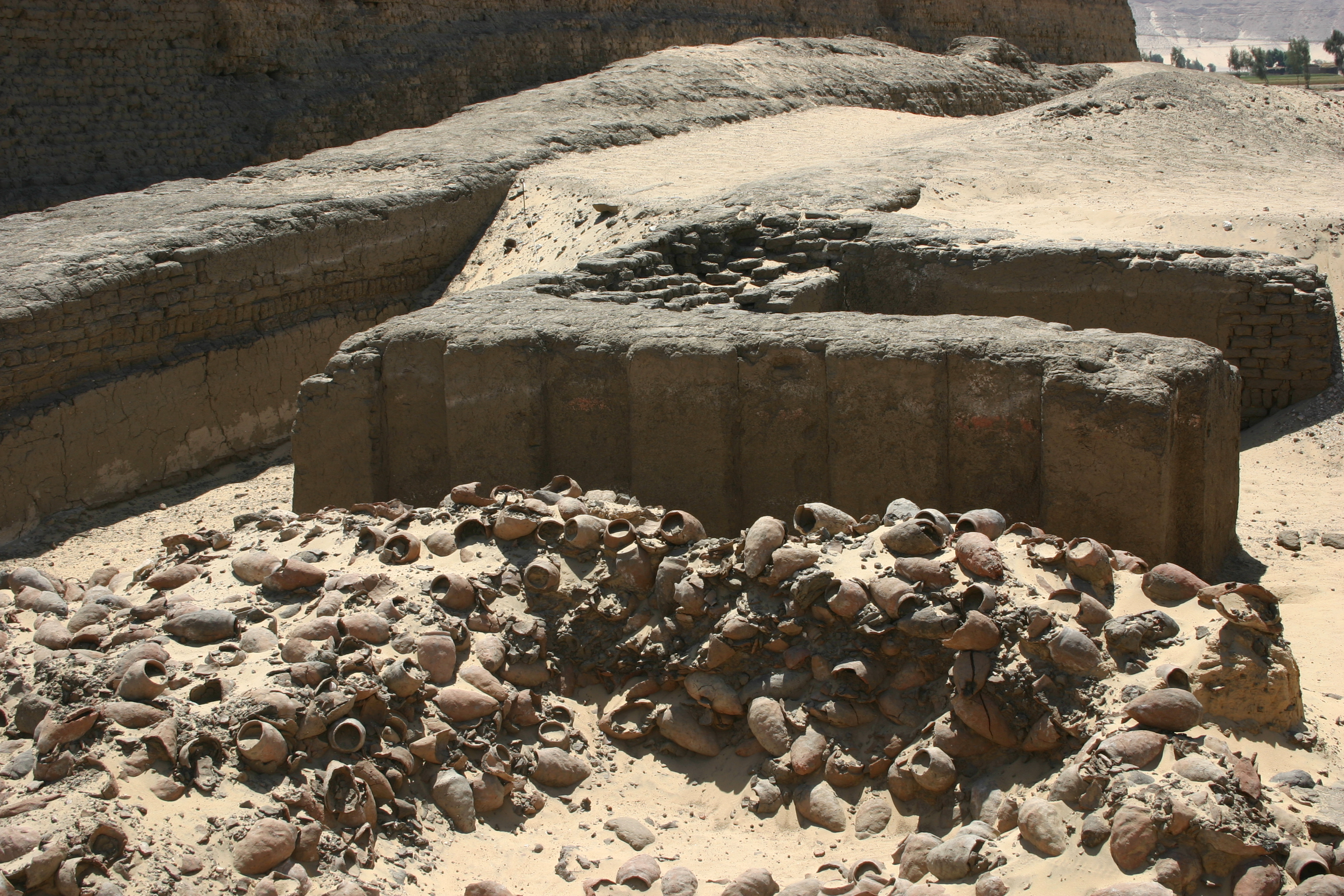
Lăng mộ của Peribsen tại Abydos

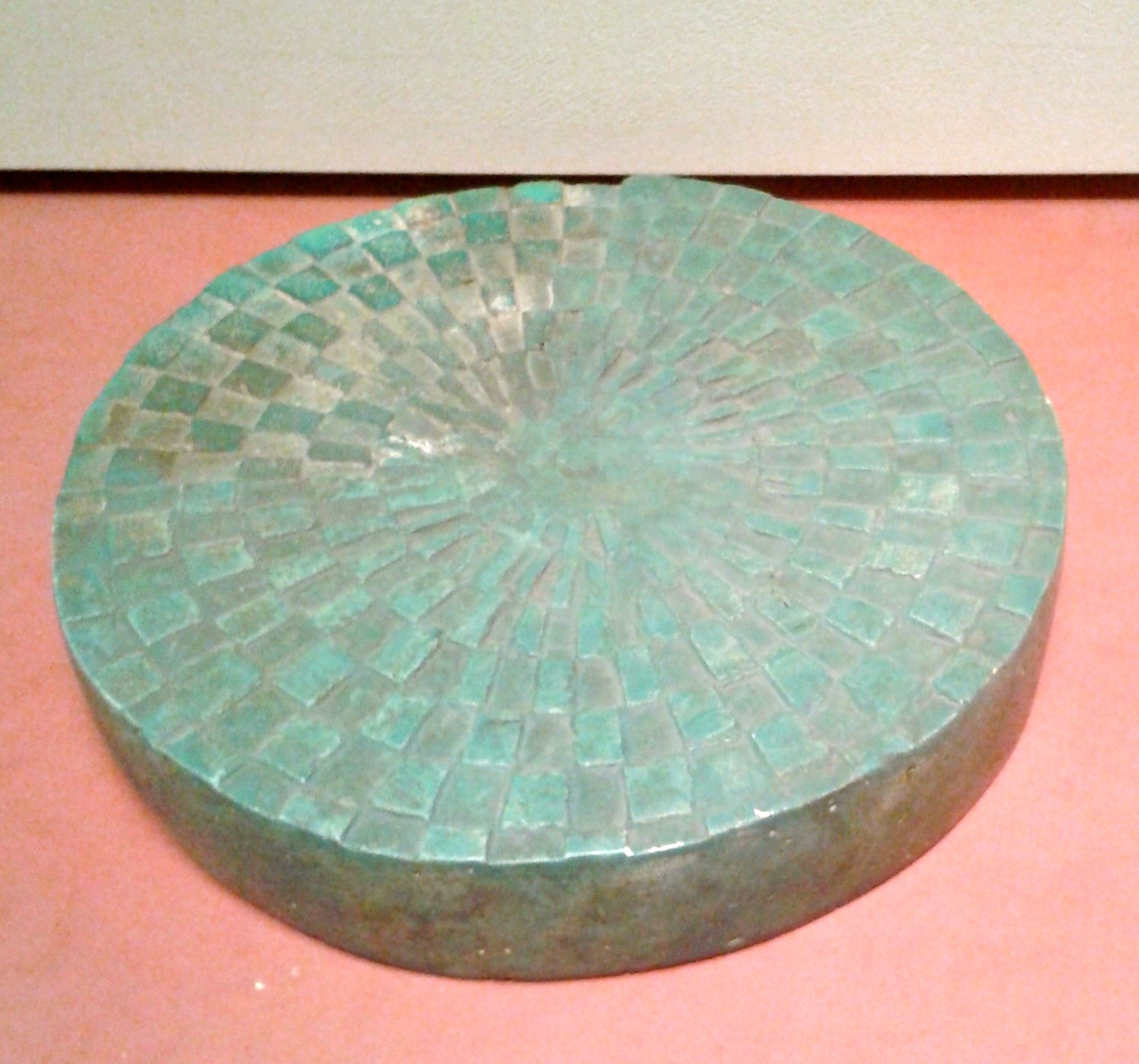
Bàn dùng trong trò chơi Mehen từ lăng mộ của Peribsen ở Abydos, hiện trưng bày tại bảo tàng Louvre.

## Lăng mộ của Peribsen
Peribsen được chôn trong ngôi mộ P trong khu nghĩa địa hoàng gia ở Umm el-Qa'ab gần Abydos. Cuộc khai quật đầu tiên được bắt đầu vào năm 1898 dưới sự giám sát của nhà khảo cổ và nhà Ai Cập học người Pháp là Émile Amélineau . Tiếp theo sau đó là các cuộc khai quật vào năm 1901 và 1902 dưới sự giám sát của nhà khảo cổ học người Anh William Matthew Flinders Petrie. Một cuộc khảo sát khác cũng đã được nhà Ai Cập học người Thụy Sĩ tên là Edouard Naville tiến hành vào năm 1928.
Lăng mộ này được xây dựng đơn giản và có quy mô nhỏ hơn hẳn so với các lăng mộ hoàng gia khác trong khu vực. Nó có kích thước 16 mét (52 ft) x 13 m (43 ft) và bao gồm ba kết cấu độc lập được xếp chồng lên nhau: ở giữa là căn phòng chôn cất chính, có kích thước 7,3 m (24 ft) x 2,9 m (9,5 ft), và được làm bằng gạch bùn, lau sậy, và gỗ. Ở mặt bắc, về hướng đông và tây, phòng chôn cất được bao bọc bởi chín phòng chứa nhỏ nối liền vào nhau; trên mặt phía nam là một tiền sảnh dài. Ngoài ra còn có một hành lang nằm ngăn cách giữa quần thể cấu trúc bên trong và bức tường bao bọc bên ngoài.
Các cuộc khai quật dưới sự giám sát của viện khảo cổ học Đức (DAIK) vào năm 2001 và 2004 đã phát lộ ra rằng lăng mộ này được xây dựng và hoàn thành một cách rất vội vã. Quá trình xây dựng đã diễn ra chỉ theo một giai đoạn duy nhất; các bức tường chỉ được trát vữa một cách lởm chởm; và lăng mộ đã sụp đổ nhiều lần qua hàng thế kỷ. Trong thời kỳ Trung Vương Quốc, lăng mộ của Peribsen đã được khôi phục ít nhất hai lần cùng với lăng mộ của Djer, mà vốn được cho là của thần Osiris

### Khám phá
Lăng mộ này đã bị những kẻ đào mộ cướp phá ngay từ thời cổ đại, tuy nhiên vẫn còn rất nhiều những chiếc bình bằng đá và đất nung còn sót lại. Một số bình đá có miệng được bọc đồng và tương tự như những hiện vật được tìm thấy từ ngôi mộ của Khasekhemwy. Những chiếc bình của các vị tiên vương như Nynetjer và Raneb đã được tìm thấy tại đây. Các hạt hột và vòng đeo tay làm từ sứ và carnelian cùng với các đồ dùng làm bằng đồng thau cũng đã được khai quật. Ngoài ra còn có các hiện vật đặc biệt khác như một cây kim bạc có khắc tên của vua Hor-Aha và các mảnh vỡ từ dấu niêm phong bằng đất sét với tên của vua Sekhemib. Hai tấm bia đá án ngữ trước lối vào phòng chôn cất, vốn là đặc trưng của vương triều thứ nhất và thứ hai, lại hiện đang được trưng bày tại hai viện bảo tàng khác nhau